# Landtagswahlkreis St. Pölten
Der Wahlkreis St. Pölten (Wahlkreis 15) ist ein Wahlkreis in Niederösterreich, der die Stadt St. Pölten und den  politischen Bezirk Sankt Pölten-Land umfasst. Bei der Landtagswahl 2008 ging die Österreichische Volkspartei (ÖVP) mit 49,39 % als stärkste Partei hervor. Von den fünf zu vergebenden Grundmandaten entfielen zwei Grundmandate auf die ÖVP, die Sozialdemokratische Partei Österreichs (SPÖ) erreichte ein Grundmandat.

## Geschichte
Niederösterreich war bis 1992 in vier Wahlkreise unterteilt, wobei St. Pölten und der Bezirk St. Pölten-Land zum Landtagswahlkreis Viertel ober dem Wienerwald gehörten. Mit der Landtagswahlordnung 1992 wurde die Zahl der Wahlkreise auf 21 erhöht und die Stadt St. Pölten und der Bezirk St. Pölten-Land zu einem eigenen Wahlkreis zusammengeschlossen. Seit der Schaffung des Wahlkreises erzielte die ÖVP immer die Mehrheit im Wahlkreis. Von den fünf zu vergebenden Grundmandaten entfielen 1993 noch jeweils zwei Mandate auf ÖVP und SPÖ, seit der Landtagswahl 1998 verfügt die ÖVP über zwei und die SPÖ über ein Grundmandat.

## Wahlergebnisse
| Landtagswahlen im Wahlkreis St. Pölten | Landtagswahlen im Wahlkreis St. Pölten | Landtagswahlen im Wahlkreis St. Pölten | Landtagswahlen im Wahlkreis St. Pölten | Landtagswahlen im Wahlkreis St. Pölten | Landtagswahlen im Wahlkreis St. Pölten | Landtagswahlen im Wahlkreis St. Pölten | Landtagswahlen im Wahlkreis St. Pölten | Landtagswahlen im Wahlkreis St. Pölten |
| -------------------------------------- | -------------------------------------- | -------------------------------------- | -------------------------------------- | -------------------------------------- | -------------------------------------- | -------------------------------------- | -------------------------------------- | -------------------------------------- |
| Wahltermin                             | GM                                     |                                        | ÖVP                                    | SPÖ                                    | FPÖ                                    | GRÜNE                                  | Sonstige                               |                                        |
| 16. Mai 1993                           |                                        | Stimmenanteile (%)                     | 39,75                                  | 37,10                                  | 12,40                                  | 3,41                                   | 7,33                                   |                                        |
| 16. Mai 1993                           | 5                                      | Grundmandate                           | 2                                      | 2                                      | 0                                      | 0                                      | 0                                      |                                        |
| 22. März 1998                          |                                        | Stimmenanteile (%)                     | 40,50                                  | 33,85                                  | 16,24                                  | 5,35                                   | 4.06                                   |                                        |
| 22. März 1998                          | 5                                      | Grundmandate                           | 2                                      | 1                                      | 0                                      | 0                                      | 0                                      |                                        |
| 30. März 2003                          |                                        | Stimmenanteile (%)                     | 48,44                                  | 37,94                                  | 4,33                                   | 7,56                                   | 1,72                                   |                                        |
| 30. März 2003                          | 5                                      | Grundmandate                           | 2                                      | 1                                      | 0                                      | 0                                      | 0                                      |                                        |
| 9. März 2008                           |                                        | Stimmenanteile (%)                     | 49,39                                  | 28,38                                  | 11,59                                  | 7,42                                   | 3,23                                   |                                        |
| 9. März 2008                           | 5                                      | Grundmandate                           | 2                                      | 1                                      | 0                                      | 0                                      | 0                                      |                                        |
| 3. März 2013                           |                                        | Stimmenanteile (%)                     | 47,43                                  | 24,28                                  | 8,55                                   | 8,42                                   | 11,32                                  |                                        |
| 3. März 2013                           | 5                                      | Grundmandate                           | 2                                      | 1                                      | 0                                      | 0                                      | 0                                      |                                        |
| 28. Jänner 2018                        |                                        | Stimmenanteile (%)                     | 45,80                                  | 26,57                                  | 14,15                                  | 7,82                                   | 5,66                                   |                                        |
| 28. Jänner 2018                        | 6                                      | Grundmandate                           | 2                                      | 1                                      | 0                                      | 0                                      | 0                                      |                                        |
| 29. Jänner 2023                        |                                        | Stimmenanteile (%)                     | 36,39                                  | 20,98                                  | 23,09                                  | 9,52                                   | 10,01                                  |                                        |
| 29. Jänner 2023                        | 6                                      | Grundmandate                           | 2                                      | 1                                      | 1                                      | 0                                      | 0                                      |                                        |